# Sciuscià 70
Sciuscià 70 è un documentario del 2016, ideato e diretto da Mimmo Verdesca, che racconta l'avventurosa lavorazione di Sciuscià di Vittorio De Sica e che ha vinto nel 2017 il Nastro d'argento speciale del 70° del Sindacato nazionale giornalisti cinematografici italiani, che riproduce il "Nastrino" della prima edizione del premio del 1946.

## Trama
Sciuscià 70 celebra i settant'anni dell'uscita di Sciuscià di Vittorio De Sica, capolavoro del neorealismo, primo film italiano a vincere il Premio Oscar e il primo nastro d'argento della storia. Attraverso le testimonianze inedite dei protagonisti, ripercorrendo i luoghi di Roma dove il film fu girato e ambientato e con l'utilizzo di molto materiale d'archivio, proveniente anche dall'Istituto Luce, il documentario narra nei dettagli la creazione di questo capolavoro, nei primi mesi dalla fine della guerra e ha la finalità di ricordare l'arte di Vittorio De Sica e l'operato di tutti i grandi professionisti che, con De Sica, hanno dato vita al film. Dal produttore Paolo William Tamburella, agli sceneggiatori Cesare Zavattini, Adolfo Franci, Cesare Giulio Viola e Sergio Amidei, al musicista Alessandro Cicognini, il fotografo Anchise Brizzi, fino ai due giovani protagonisti Rinaldo Smordoni e Franco Interlenghi, attori per caso, presi dalla strada.

## Produzione e progetto
Il documentario è stato ideato, montato e diretto da Mimmo Verdesca e prodotto da ScenaSet, in collaborazione con Visioni e Illusioni e con il contributo di 3570, Comune di Molfetta, Cna e Fuxia Contesti d'immagine. È stato editato in dvd da Istituto Luce Cinecittà.
Il documentario ha partecipato nel 2016 al Festival Lumière di Lione, dove è stato presentato da Lambert Wilson. Nel 2017, dopo un'anteprima romana voluta dal regista Giuliano Montaldo, partecipa al Bari International Film Festival diretto da Felice Laudadio, che lo sceglie per la sezione Eventi Speciali e vince successivamente il Nastro d'argento speciale del 70° del SNCGI, con la seguente motivazione: «A Mimmo Verdesca per “Sciuscià 70” che attraverso la storia del film di Vittorio De Sica ripercorre con documenti eccezionali per la storia del Sngci anche la memoria di un film tra i titoli inaugurali dei Nastri d'Argento»
Il film è dedicato alla memoria di Franco Interlenghi e di Manuel De Sica.

## Riconoscimenti
- Nastro d'argento speciale del 70° del SNCGI 2017
- Premio come Miglior documentario al CineChildren International Film Festival 2017
- Premio della Giuria al Festival delle Cerase 2018
- Premio come Miglior documentario al Festival Interculturale International Experience 2018